# دره‌اهوازی
دره‌اهوازی، روستایی از توابع بخش مرکزی شهرستان هفتکل در استان خوزستان ایران است.
در اصل، نام این روستا دره‌وازی بوده که به معنای «درهٔ باز» است؛ چون روستا در بین یک درهٔ بزرگ قرار گرفته، به این نام خوانده شده‌است.

## جمعیت
این روستا در دهستان رودزرد قرار دارد و براساس سرشماری مرکز آمار ایران در سال ۱۳۸۵، جمعیت آن ۳۹ نفر (۹ خانوار) بوده‌است.